# Kwiambana
Kwiambana är en forntida bosättning i vad som idag är Kwiambanas skogsreservat. 1 november 1995 sattes Kwiambana upp på Nigerias tentativa världsarvslista.
Bosättningen byggdes på och omkring en kopje med två bergstoppar. Den skyddades av ett dike och en vall, som var mellan fem och sju meter hög, toppad med en mur av bråte. I områden där vallen passerar över ren berghäll byggdes den av lerblock med kryphål. På bergssluttningarna finns en del låga fristående murar. Inom det omslutna området finns flera välbevarade byggnader, och flera plana ytor där byggnader en gång kan ha stått.
Bosättningen, förstördes under Fulanikrigen i början av 1800-talet.